# Liste der Baudenkmäler in Gilching

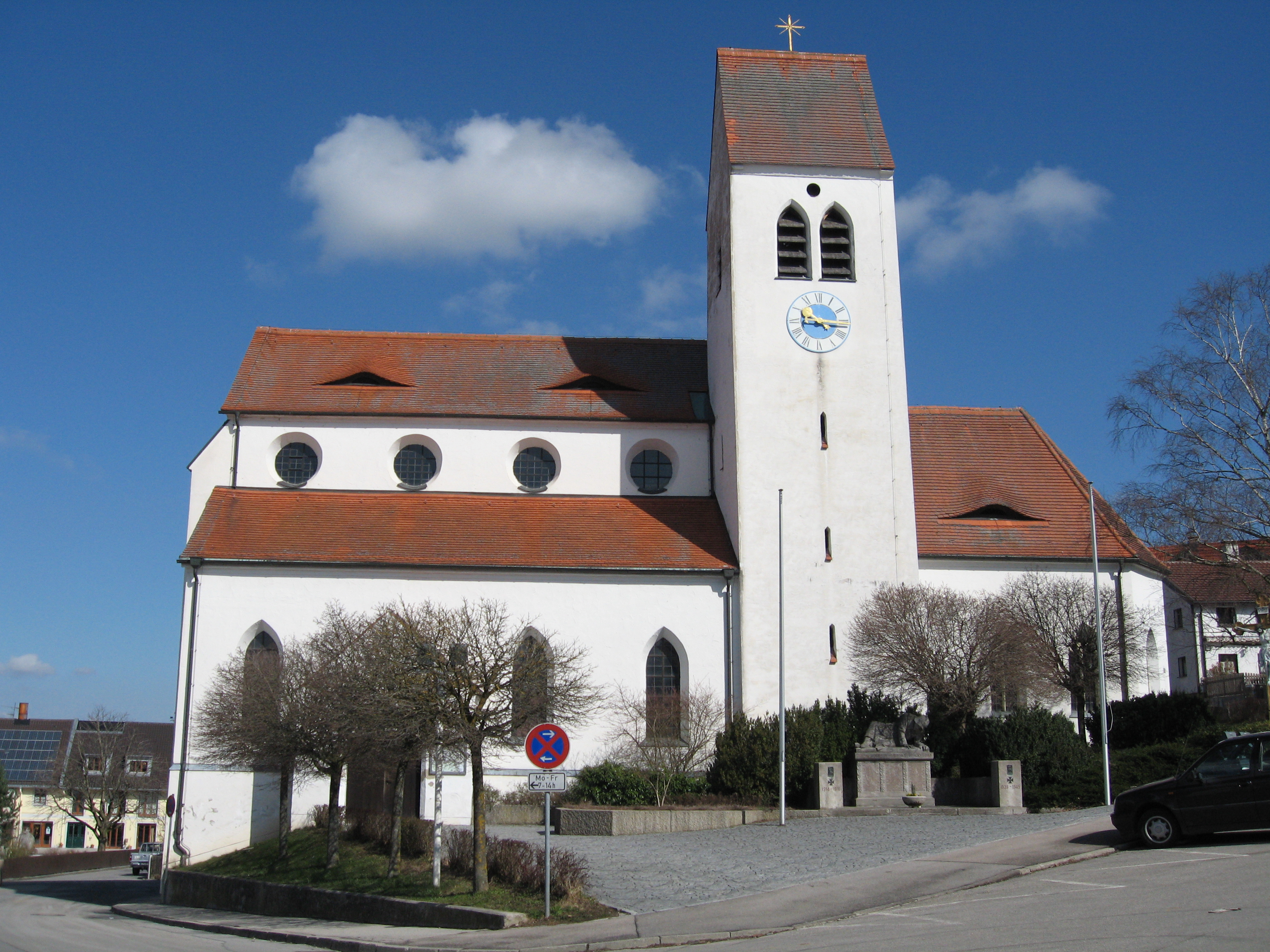
St Vitus in Gilching

Auf dieser Seite sind die Baudenkmäler in der oberbayerischen Gemeinde Gilching zusammengestellt. Diese Tabelle ist eine Teilliste der Liste der Baudenkmäler in Bayern. Grundlage ist die Bayerische Denkmalliste, die auf Basis des Bayerischen Denkmalschutzgesetzes vom 1. Oktober 1973 erstmals erstellt wurde und seither durch das Bayerische Landesamt für Denkmalpflege geführt wird. Die folgenden Angaben ersetzen nicht die rechtsverbindliche Auskunft der Denkmalschutzbehörde.

## Baudenkmäler nach Ortsteilen

### Gilching
| Lage                    | Objekt                | Beschreibung | Akten-Nr.             | Bild           |
| ----------------------- | --------------------- | --- | --------------------- | -------------- |
| Kirchgasse 2 (Standort) | Pfarrkirche St. Vitus | Katholische Pfarrkirche, Chor frühes 16. Jahrhundert, dreischiffiges Langhaus 1836–1838 nach Kriegszerstörung von 1944 erneuert. | D-1-88-121-2 Wikidata | weitere Bilder |
| Leitenweg 21 (Standort) | Villa Rosenburg       | Dreigeschossig mit zwei zinnenbekrönten Eckerkertürmen und Segmentbogenfenstern, Ende 19. Jahrhundert.                           | D-1-88-121-3 Wikidata | weitere Bilder |

### Argelsried
| Lage                        | Objekt              | Beschreibung | Akten-Nr.             | Bild                |
| --------------------------- | ------------------- | --- | --------------------- | ------------------- |
| Am Römerstein 15 (Standort) | Gedenkstein         | Zur Erinnerung an den Verlauf der Römerstraße Augsburg-Salzburg errichtet um 1860/65.                                 | D-1-88-121-5 Wikidata | weitere Bilder      |
| Kirchenweg 2 (Standort)     | Kirche St. Nikolaus | Katholische Kirche, Neubau von 1930/1931, mit Ausstattung der abgerissenen alten Kirche und der Dachauer Kreuzkirche. | D-1-88-121-6 Wikidata | Kirche St. Nikolaus |

### Geisenbrunn
| Lage                   | Objekt                    | Beschreibung                                     | Akten-Nr.             | Bild           |
| ---------------------- | ------------------------- | ------------------------------------------------ | --------------------- | -------------- |
| Kapellenweg (Standort) | Kapelle Mariä Heimsuchung | Kapelle, neugotisch, mit hohem Dachreiter, 1856. | D-1-88-121-7 Wikidata | weitere Bilder |

### Sankt Gilgen
| Lage                    | Objekt              | Beschreibung                       | Akten-Nr.             | Bild           |
| ----------------------- | ------------------- | ---------------------------------- | --------------------- | -------------- |
| St. Gilgen 7 (Standort) | Kapelle St. Ägidius | wohl 1730 erbaut; mit Ausstattung. | D-1-88-121-9 Wikidata | weitere Bilder |

## Ehemalige Baudenkmäler
In diesem Abschnitt sind Objekte aufgeführt, die früher einmal in der Denkmalliste eingetragen waren, jetzt aber nicht mehr. Objekte, die in anderem Zusammenhang also z. B. als Teil eines Baudenkmals weiter eingetragen sind, sollen hier nicht aufgeführt werden. Aktennummern in diesem Abschnitt sind ehemalige, jetzt nicht mehr gültige Aktennummern.

| Lage                                   | Objekt          | Beschreibung | Akten-Nr.                                  | Bild           |
| -------------------------------------- | --------------- | --- | ------------------------------------------ | -------------- |
| Gilching Weßlinger Straße 6 (Standort) | Bauernhaus      | Wohnstallbau, mit Dreiecksgiebel an der Traufseite und Eingangsnische, wohl drittes Viertel 19. Jahrhundert.                                                                                                |                                            | Bauernhaus     |
| Tieferloh (Standort)                   | Steinerne Säule | Grenzstein in Pyramidenform (Forstamt Fürstenfeldbruck / Gemeinde Etterschlag / Forstamt Graf Toerring-Seefeld) bestehend aus Ziegelsteinsockel und aufgesetzter Tuffsteinpyramide, Anfang 19. Jahrhundert. | D-1-88-121-10 Nun in Etterschlag. Wikidata | weitere Bilder |

## Abgegangene Baudenkmäler
In diesem Abschnitt sind Objekte aufgeführt, die früher einmal in der Denkmalliste eingetragen waren, jetzt aber nicht mehr existieren, z. B. weil sie abgebrochen wurden. Aktennummern in diesem Abschnitt sind ehemalige, jetzt nicht mehr gültige Aktennummern.

| Lage                                 | Objekt          | Beschreibung                                                                                   | Akten-Nr. | Bild |
| ------------------------------------ | --------------- | ---------------------------------------------------------------------------------------------- | --------- | ---- |
| Gilching Arnoldusstraße 2 (Standort) | Landhaus        | Kleines Landhaus mit Erkerturm, Zwerchgiebel, Putzdekor und Fenstergittern, erbaut 1906.       |           | BW   |
| St. Gilgen St. Gilgen 4 (Standort)   | Heiligenfiguren | Figuren des Hl. Leonhard und Hl. Florian, 18. Jahrhundert; in Nischen an der Front des Hauses. |           | BW   |